# Radomicko (województwo lubuskie)
Radomicko – wieś w Polsce, położona w województwie lubuskim, w powiecie krośnieńskim, w gminie Maszewo przy drodze krajowej nr 29.
W latach 1975–1998 miejscowość położona była w województwie zielonogórskim.
Wieś z 1308 roku. Typowa ulicówka o zwartej zabudowie. Obecnie wieś liczy 161 mieszkańców zamieszkujących 45 gospodarstw. Przez wieś przebiega czerwony szlak turystyczny. 
W miejscowości znajduje się: jednostka OSP, Sala Królestwa Świadków Jehowy – zbór Cybinka, gospodarstwo agroturystyczne oraz siedem stanowisk archeologicznych.